# Гординское сельское поселение
Гординское сельское поселение — муниципальное образование в составе Афанасьевского района Кировской области России. Административный центр — село Гордино.

## История
Гординское сельское поселение образовано 1 января 2006 года в соответствии с Законом Кировской области от 07.12.2004 № 284-ЗО, в него вошла территория бывшего Гординского сельского округа.

## Население
| 2010  | 2012  | 2013  | 2014  | 2015  | 2016  | 2017  |
| ----- | ----- | ----- | ----- | ----- | ----- | ----- |
| 1695  | ↘1623 | ↘1596 | ↘1572 | ↘1566 | ↘1535 | ↘1521 |
| 2018  | 2019  | 2020  | 2021  |       |       |       |
| ↘1484 | ↘1482 | ↘1463 | ↘1313 |       |       |       |

## Состав
В состав поселения входят 30 населённых пунктов (население, 2010):
| - село Гордино — 569 чел.; - деревня Алешата — 26 чел.; - деревня Антоненки — 7 чел.; - деревня Бармята — 26 чел.; - деревня Боровичата — 39 чел.; - деревня Булыжино — 0 чел.; - деревня Ваньки — 30 чел.; - деревня Васенки — 129 чел.; - село Верхнее Камье — 78 чел.; - деревня Верхняя Колотовка — 34 чел.; | - деревня Дурины — 4 чел.; - деревня Ефремята — 112 чел.; - деревня Ионичи — 1 чел.; - деревня Казаковы — 62 чел.; - деревня Корабли — 39 чел.; - деревня Ларенки — 18 чел.; - деревня Мишата — 24 чел.; - деревня Нижняя Колотовка — 84 чел.; - деревня Савиненки — 3 чел.; - деревня Семёновцы — 28 чел.; | - деревня Тимины — 0 чел.; - деревня Трошкино — 41 чел.; - деревня Угор — 64 чел.; - деревня Федотята 1-е — 13 чел.; - деревня Филенки — 1 чел.; - деревня Фифилята — 17 чел.; - деревня Чебаны — 15 чел.; - деревня Шердынята — 148 чел.; - деревня Шулаи — 82 чел.; - деревня Якунята — 1 чел. |